# Centruroides panamensis
Centruroides panamensis is een schorpioenensoort uit de familie Buthidae die voorkomt in Midden-Amerika.
Centruroides panamensis komt alleen voor in de bossen aan de voet van Volcán Barú in de Panamese provincie Chiriquí.